# Schloss Altshausen

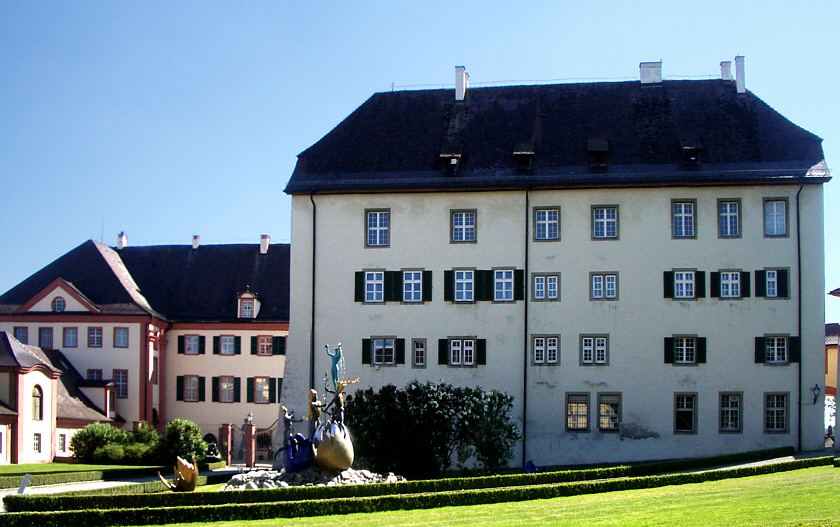
Schloss Altshausen

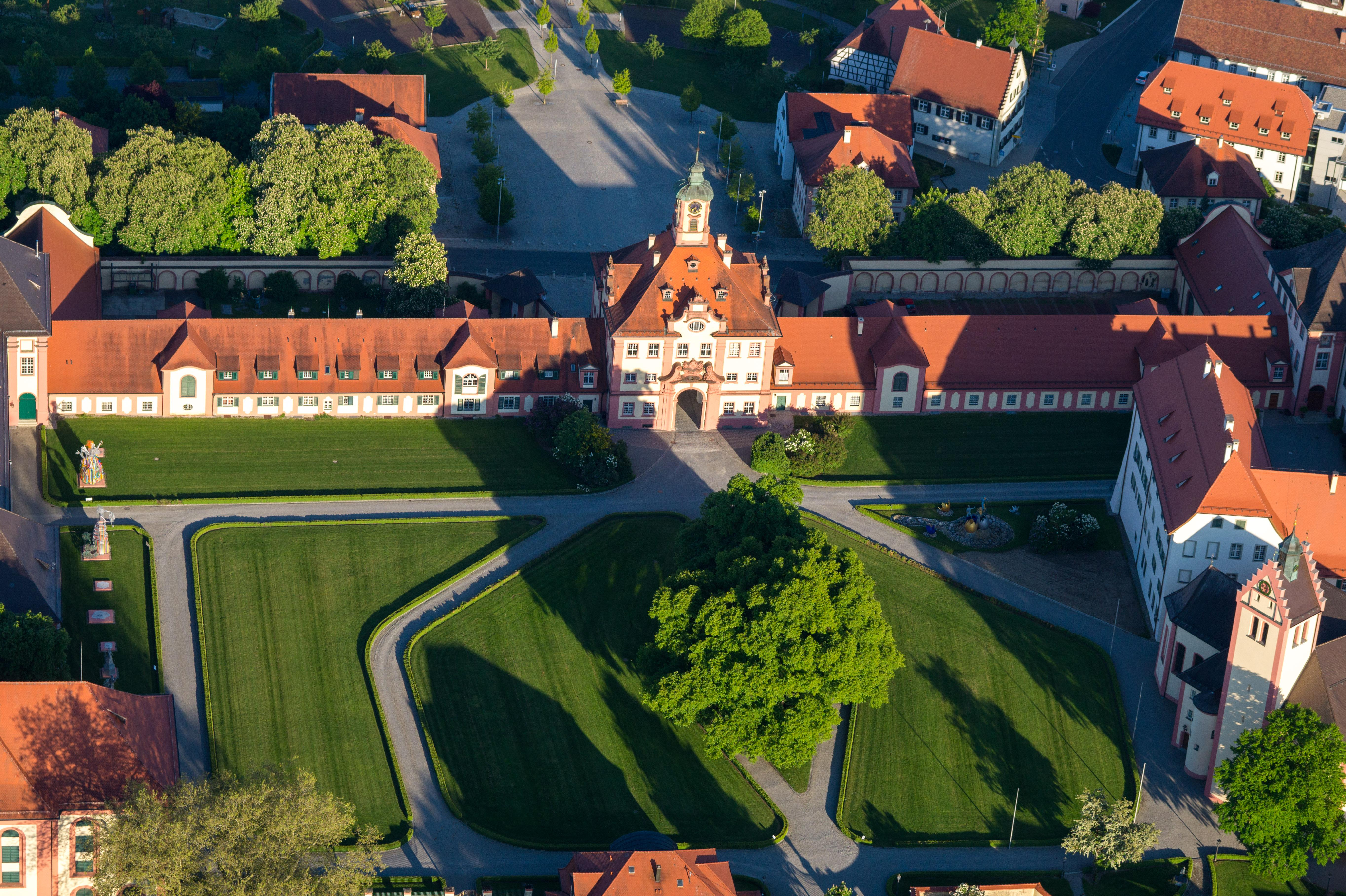
Luftbild vom Schloss

Schloss Altshausen in Altshausen (Landkreis Ravensburg, Oberschwaben) war die Residenz des Landkomturs der Deutschordensballei Schwaben-Elsass-Burgund und ist heute Wohnsitz der Familie des Oberhauptes des Hauses Württemberg und Teil der Verwaltungsgebäude der Hofkammer des Hauses Württemberg.

## Geschichte

### Burg der Grafen von Altshausen

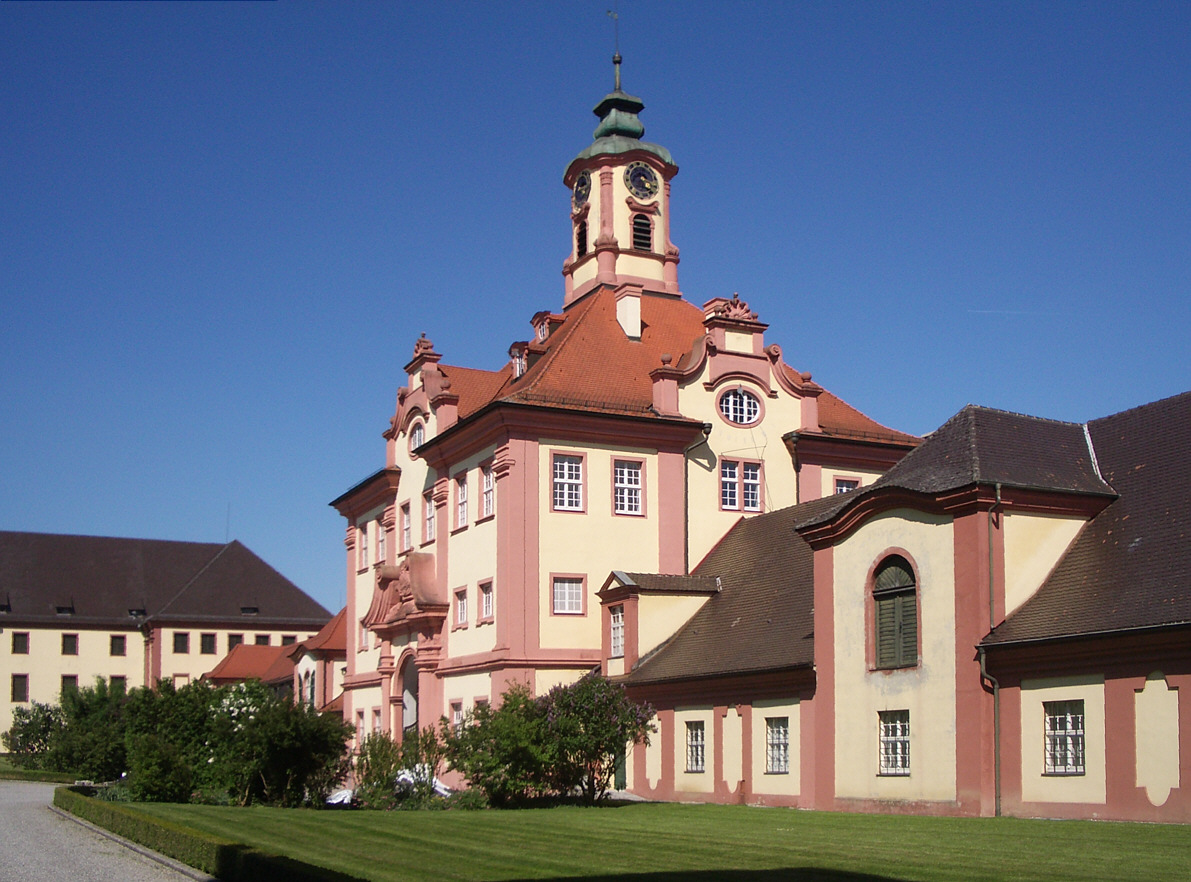
Torgebäude

Die Burg Altshausen war Sitz der im Jahr 1004 erstmals erwähnten Grafen von Altshausen, Gaugrafen von Eritgau. Hier wurde am 18. Juli 1013 als Sohn eines Grafen Hermann der Lahme (Hermannus Contractus) geboren. Im Alter von sieben Jahren wurde der Junge als Oblate dem Kloster Reichenau übergeben. Später wurde er einer der großen Gelehrten des Mittelalters. Seine astronomischen Kenntnisse, seine heute noch aufgeführten geistlichen Kompositionen und seine Weltchronik machten den gelähmten Mönch berühmt. Nach seinem Tod am 24. September 1054 wurde Hermann der Lahme in der Familiengruft der väterlichen Burg Altshausen begraben; die Grabstätte ist heute nicht mehr bekannt.

### Residenz des Deutschen Ordens
Im 12. Jahrhundert übersiedelten die Grafen von Altshausen nach Veringen und nannten sich in der Folge Grafen von Veringen. Burg und Dorf Altshausen kamen 1246 in den Besitz der Reichskämmerer von Bigenburg, die es im Jahr 1264 dem Deutschen Orden schenkten. Schon 1228 war die erste Niederlassung des Deutschen Ordens in Marbach bei Saulgau erfolgt. Das im Jahr 1264 auf der Bigenburg (auch Beienburg genannt) gegründete Deutschordenshaus wurde 1268 nach Altshausen verlegt. Im Jahr 1444 wurde die Kommende Altshausen nachfolgend zu Schloss Beuggen zum Sitz der alemannisch-schwäbischen Deutschordensballei Schwaben-Elsass-Burgund erhoben und damit ständige Residenz des Landkomturs.
Nach einem verheerenden Brand im Jahr 1434, der auch den Ort Altshausen nicht verschonte, blieben von der Alten Burg nur Mauerreste übrig, Teile des Erdgeschosses im Alten Schloss. Sofort wurde auf den Trümmern ein neuer Bau errichtet, der schon 1544 und 1589 wieder umgebaut und vergrößert wurde. Während des Dreißigjährigen Krieges setzten schwedische Truppen auf dem Rückzug vom Bodensee im Februar 1647 das Alte Schloss in Brand. Die oberen Stockwerke brannten aus und wurden seit 1655 im Renaissance-Stil wieder aufgebaut, wie ein Gedenkstein im Inneren des Alten Schlosses belegt. Im 17. Jahrhundert genügte die Burganlage den Repräsentationsanforderungen als Sitz eines Landkomturs nicht mehr, so dass man den Bau eines neuen Schlosses in Angriff nahm. Altes und Neues Schloss waren durch den Kapuzinerbau mit hofseitigen Arkaden im Erdgeschoss verbunden. 1691 begann man, das Neue Schloss durch die Verlängerung seines Hauptflügels nach Osten zu vergrößern. Diese Arbeiten dauerten bis 1710 an.

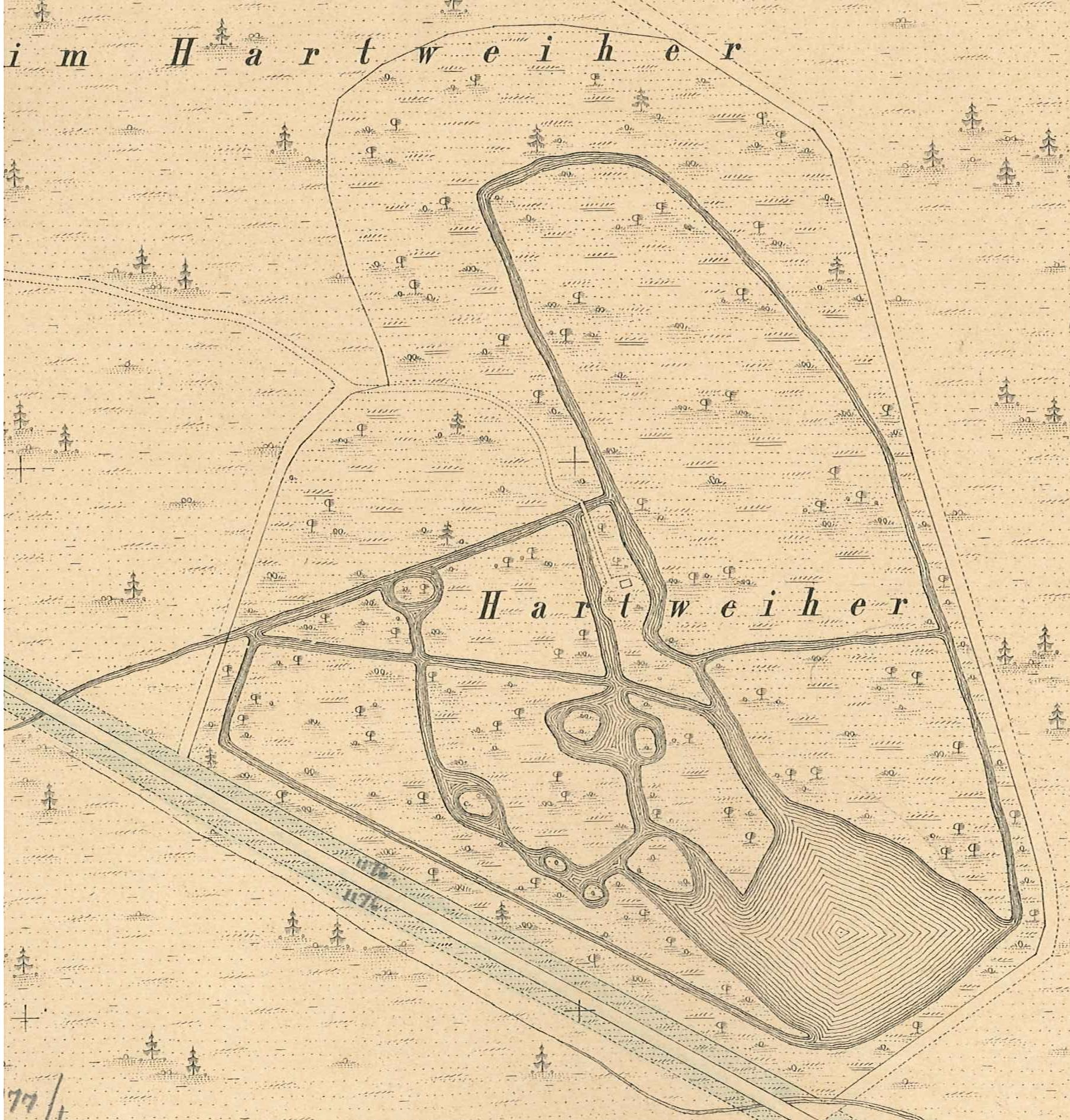
Lageplan der Anlagen am Hartweiher Altshausen im württembergischen Urkataster 1823

Im Jahr 1729 verpflichtete der Deutsche Orden Johann Caspar Bagnato als Baumeister mit dem Auftrag, eine umfangreiche Schlossanlage zu planen. Im Württembergischen Landesmuseum in Stuttgart ist ein Entwurf in Form eines Intarsienbildes von Franz Josef Denner enthalten. Nur Bruchstücke dieser Planung kamen jedoch zur Ausführung, zum Beispiel der Reitstall (1729–31), das Torgebäude als Seminarbau, die Wirtschaftsgebäude, die das Torgebäude mit dem Neuen Schloss und dem Reitstall verbinden (seit 1732), die Reitschule (1733) sowie die Beamtenwohnhäuser vor dem Schloss (seit 1741), heute teils Schulhäuser, teils in Kommunal- und Privatbesitz. Eine herrschaftliche Allee führte schnurgerade bis zur Grenze der kleinen Herrschaft. Bemerkenswert ist dabei, dass die von Bagnato errichtete Schlossanlage und die Allee in ihrer Symmetrie nach Jerusalem ausgerichtet wurde. Auf der mehreren tausend Kilometer langen Strecke weicht die Symmetrie nur um wenige Kilometer nach Nordosten ab.
Am Alten Schloss findet sich das Wappen des Landkomturs Hugo Dietrich von Hohenlandenberg mit der Jahreszahl 1589, welches wahrscheinlich von einem anderen Standort aus versetzt wurde. Über dem Eingang zum Neuen Schloss befinden sich am Giebel die Wappen des Hoch- und Deutschmeisters Franz Ludwig von Pfalz-Neuburg (1694–1732), Bruder des Kurfürsten von der Pfalz, dann links unten das schwarze Kreuz des Deutschen Ordens und rechts unten das Wappen des Landkomturs Marquard Franz Leopold von Falkenstein (1709–1717 Landkomtur). In der Kirche wurde am Chorbogen ein riesiges Dreifachwappen angebracht: In der Mitte erscheint das Wappen des Hochmeisters Kurfürst Clemens August von Köln (aus dem Hause Wittelsbach), links unten das Kreuz des Deutschen Ordens, rechts unten das Wappen des Landkomturs Philipp von Froberg.
Im Jahr 1750 begann der Umbau der Räume im Neuen Schloss, die Schlosskirche St. Michael wurde barockisiert (1748–53). Als Bagnato 1757 auf der Mainau starb, setzte sein Sohn Franz Anton Bagnato die Arbeiten fort. Er vollendete das Neue Schloss, die Kirche und erbaute um 1774 den Gartenpavillon. Um 1780 begann der Ausbau der Parkanlagen im Hartwald an der Grenze zum Gebiet des Klosters Weingarten. Damals wurde der Hartweiher zu einem Seepark umgestaltet. Auf kilometerlangen Kanälen konnte man sich durch den Wald rudern lassen.

### Residenz des Hauses Württemberg

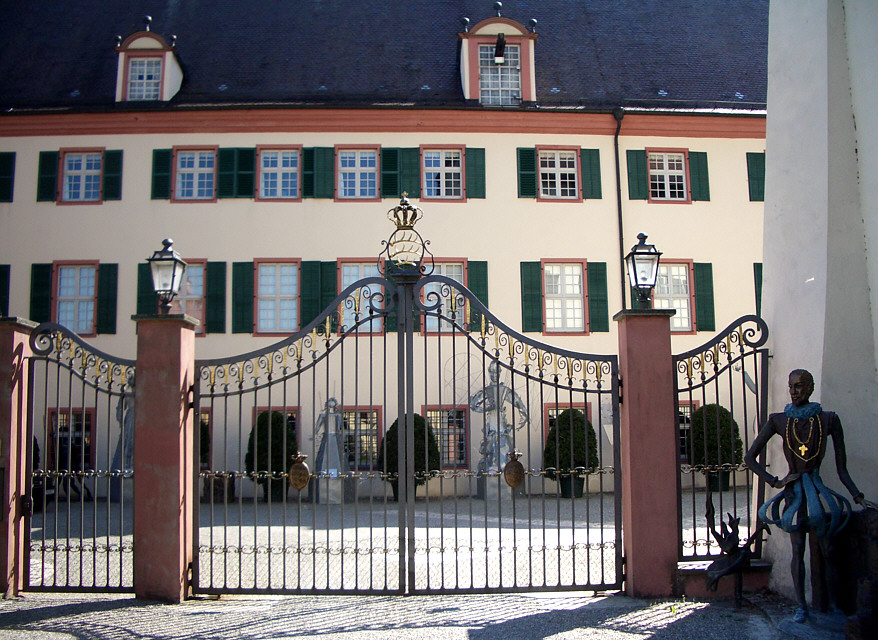
Neues Schloss

Nach der Auflösung des Deutschen Ordens im Deutschen Reich (1809) ging dessen Besitz an den Staat über. Zunächst kam die Deutschordensherrschaft Altshausen an Bayern, bevor sie 1807 an Württemberg fiel. König Friedrich von Württemberg tauschte 1810 das Schloss Altshausen mit umfangreichen Gütern und Waldungen vom Staat Bayern gegen die Herrschaft Weiltingen ein; er erwarb die Güter für das Hausfamiliengut. Bis nach dem Ersten Weltkrieg blieb das Schloss unbewohnt. Vor dem Bau der Eisenbahnen diente es als Zwischenstation bei den Reisen der königlichen Familie von Stuttgart nach Friedrichshafen, aber auch für gelegentliche Jagdaufenthalte. Ein im Schloss untergebrachtes Hofkameralamt verwaltete den privaten Besitz der württembergischen Königsfamilie in Oberschwaben.
Durch die Übersiedlung der herzoglichen Familie nach dem Ende der Monarchie erfuhr das Anwesen nach dem Ersten Weltkrieg eine neue Belebung. Im Jahr 1919 zog Herzog Albrecht (1865–1939) von Stuttgart nach Altshausen, nachdem König Wilhelm II. ihm das Schloss als Wohnsitz überlassen hatte. Drei Jahre später, nach dem Tod des letzten württembergischen Königs, ging Schloss Altshausen mit dem gesamten Hofkammergut in den Besitz der jüngeren Linie des Hauses Württemberg über. Heute befindet es sich im Besitz von Wilhelm Herzog von Württemberg, Enkel von Carl Herzog von Württemberg, dem Enkel des Herzogs Albrecht. Seit dem Tode seines Vaters Philipp 1975 wohnt die Familie Carls in Schloss Altshausen. Verschiedene aufwändige Baumaßnahmen dienten in den vergangenen Jahren dazu, Schloss Altshausen und seine Anlagen auch für künftige Generationen zu erhalten.

## Anlage
Das Schloss Altshausen besteht heute aus dem Alten und dem Neuen Schloss. Teile des Erdgeschosses im Alten Schloss stammen noch von der alten Burg Altshausen, die oberen Stockwerke brannten im Dreißigjährigen Krieg aus und wurden seit 1655 im Renaissance-Stil wieder aufgebaut. Das Neue Schloss wurde seit dem 17. Jahrhundert erbaut, Altes und Neues Schloss wurden zunächst durch den Kapuzinerbau mit hofseitigen Arkaden im Erdgeschoss verbunden. 1691 begann man, das Neue Schloss durch die Verlängerung seines Hauptflügels nach Osten zu vergrößern. Diese Arbeiten dauerten bis 1710 an. Ab wurden die Räume im Neuen Schloss umgebaut, von 1748 bis 1753 die Schlosskirche St. Michael barockisiert. 1774 fanden die Umbauten am Neuen Schloss mit der Errichtung des Gartenpavillons ihren Abschluss. Schloss Altshausen präsentiert sich heute als eine Anlage, an der man heute noch wichtige barocke Bauprinzipien ablesen kann.
Das Schloss ist heute Privatbesitz und nicht zu besichtigen; das gilt auch für die monumentale Linde im Schlossinnenbereich mit einem Stammumfang von 7,32 m (2015), und die ehemalige Orangerie ist ebenfalls nur aus der Entfernung zu sehen.

## Schlosspark und Kirche St. Michael
Ein Teil des Parks von Schloss Altshausen und die Schloss- und Pfarrkirche St. Michael sind frei zugänglich. In der Kirche befindet sich eine 2003 eingerichtete Kapelle, in der das vollständig erhaltene barocke Heilige Grab zu Altshausen aus dem Jahre 1763 aufgestellt ist. 
In der Schloss- und Pfarrkirche St. Michael befinden sich zwei Grablegen:
- Gruft mit den Särgen von 21 Landkomturen (nicht zugänglich)
- Grablege des Hauses Württemberg: Grabkapelle an der Rückseite der Kirche (erbaut 1927)

## Literatur

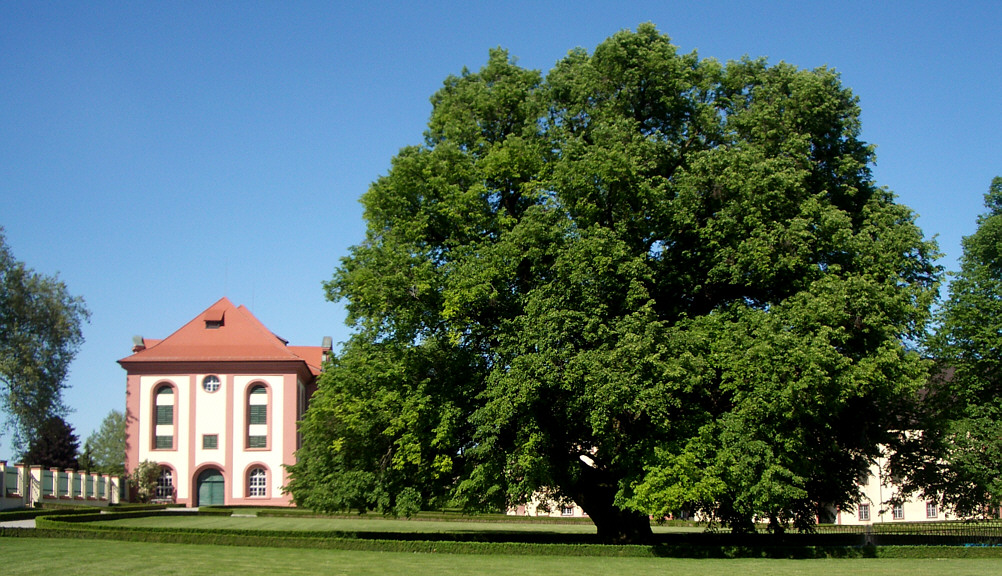
Reitschule